# Бродівський провулок (Київ, Пирогів)
Бро́дівський прову́лок — провулок у Голосіївському районі міста Києва, місцевість Пирогів. Пролягає від Бродівської вулиці до Пересіченського провулку. 
В деяких джерелах щодо провулку вживається назва 2-й Бродівський провулок, адже існує однойменний провулок у селищі Віта-Литовська.